# Glenea negrosiana
Glenea negrosiana é uma espécie de escaravelho da família Cerambycidae. Foi descrita por Karl-Ernst Hüdepohl em 1996.  É conhecida a sua existência nas Filipinas.